# Simetierre (film, 1989)
Pour les articles homonymes, voir Simetierre.
Série
Simetierre 2
(1992)
Pour plus de détails, voir Fiche technique et Distribution.
Simetierre ou Cimetière Vivant au Québec (Pet Sematary) est un film d'horreur américain réalisé par Mary Lambert et sorti en salles en 1989.
Il s'agit de l'adaptation cinématographique du roman homonyme de Stephen King, publié en 1983, qui signe le scénario. Le film narre l'histoire d'un médecin et de sa famille s'installant dans une maison dans le Maine. Celle-ci jouxte un cimetière pour animaux se trouvant sur des terres indiennes (Micmacs) sacrées et capables de ressusciter les morts. Une série d'accidents mortels va transformer la vie paisible de la famille en cauchemar.
Après la défection de George Romero, pris sur un autre projet, c'est finalement Mary Lambert, connue comme réalisatrice de vidéoclips, qui est choisie pour le remplacer. Tourné dans le Maine de septembre à novembre 1988, Simetierre, distribué par Paramount Pictures, sort dans les salles américaines le 21 avril 1989 où il remporte un succès commercial (89 millions $ de recettes mondiales pour un budget de 11,5 millions $), et cela malgré un accueil mitigé de la part des critiques. Il remporte le Prix du Public au festival international du film fantastique d'Avoriaz en 1990.
Le film connaît une suite, Simetierre 2 (1992), qui ne remporte pas le même succès que son prédécesseur. Une seconde adaptation, Simetierre, sort au cinéma en 2019 et remporte de nouveau un succès commercial.

## Synopsis
Louis Creed, médecin venu de Chicago avec sa famille, s'installe à Ludlow, dans le Maine. Le jour même de son emménagement dans sa nouvelle demeure, qui se situe près d'une route dangereuse où passent des camions-citernes, sa fille, Ellie, a un accident de balançoire et son  fils, Gage, manque de se faire écraser, devant son salut au voisin, Jud Crandall. Ce dernier sympathise rapidement avec la famille Creed et leur montre un cimetière d'animaux où figure une pancarte avec écrit « Pet Sematary » à l'entrée. Dans ce cimetière sont enterrés les animaux domestiques des habitants de la région.
Dès le premier jour de poste de Louis, qui travaille à l'hôpital universitaire de la ville, un étudiant, Victor Pascow, est gravement blessé dans un tragique accident de voiture et meurt de ses blessures. Le défunt réapparaît à Louis et veut le mettre en garde contre un terrible danger qui se trouve à quelques mètres du cimetière des animaux : un cimetière indien. Lorsque Church, le chat d'Ellie, se fait écraser, Louis et Jud, enterrent le chat dans le cimetière indien, puis l'animal réapparaît quelques instants plus tard, bien vivant, mais il sent mauvais, est sale et devient de plus en plus agressif.
Plusieurs mois après ces évènements, au cours d'un pique-nique, un terrible accident survient : le petit Gage meurt renversé par un camion-citerne. Effondré après cette tragédie, Louis Creed décide d'enterrer son fils dans le cimetière indien en espérant qu'il revienne à la vie. Jud, se sentant responsable de la mort de Gage pour avoir réveillé des forces maléfiques en lui montrant le cimetière indien, tente de convaincre Louis de ne pas l'y enterrer en lui racontant l'histoire d'un ancien combattant de la Seconde Guerre mondiale, Timmy Baterman, devenu un revenant malveillant qui terrifiait les citadins avant d'être brûlé par Jud accompagné d'autres habitants dans la maison familiale, et retenant de force son père qui mourut avec lui. Profitant de l'absence de Rachel et d'Ellie, parties à Chicago chez ses beaux-parents après les funérailles, Louis exhume le corps du petit garçon et l'enterre dans le cimetière indien. Malheureusement, il ne reconnait plus son adorable fils, revenu d'outre-tombe, mais ne cherchant qu'à manger de la chair fraîche et à tuer.
À Chicago, Pascow apparaît à Ellie dans un rêve et la prévient que son père est sur le point de faire une chose terrible. Déconcertée par le rêve de sa fille, celle-ci étant en état de panique, Rachel tente de joindre Louis au téléphone. N'ayant aucune réponse de celui-ci, elle contacte Jud à qui elle demande si Louis est à la maison. Jud répond que non. Inquiète, la jeune femme décide de rentrer en catastrophe à Ludlow. À la suite de cela, Gage, ayant trouvé le scalpel de son père, tue Jud puis sa mère. Louis élimine d'abord Church, puis Gage, en leur injectant de la morphine, et découvre le cadavre de Rachel pendu dans le grenier de la maison de Jud. Fou de désespoir, Louis, après avoir brûlé la maison de Jud et se reprochant la mort de sa femme, décide malgré tout de refaire la même erreur.  Pensant que cette brève période de mort aura peu de répercussions, il enterre sa défunte épouse dans le cimetière indien, malgré les craintes de Pascow, qui pleure de frustration et disparaît. 
Plus tard dans la nuit, Louis, jouant aux cartes seul dans la cuisine, assiste au retour de Rachel, atrocement mutilée. Il sourit et la prend dans ses bras. Pendant qu'elle embrasse son mari, elle se saisit d'un couteau et le tue (ce qui est suggéré quand l'écran devient noir et que l'on entend Louis crier, sans aucun doute poignardé par sa femme).

## Fiche technique
- Titre français : Simetierre
- Titre québécois : Cimetière Vivant
- Titre original : Pet Sematary
- Réalisation : Mary Lambert
- Scénario : Stephen King, d'après son propre roman
- Musique : Elliot Goldenthal
- Musique additionnelle : Pet Sematary des Ramones (générique de fin)
- Directeur de la photographie : Peter Stein (en)
- Casting : Pamela Basker et Fern Champion
- Producteur : Richard P. Rubinstein

Coproducteur : Mitchell Galin (en)
Producteur délégué : Tim Zinnemann (en)
Producteur associé : Ralph S. Singleton
- Budget : 11,5 millions de $[3]
- Pays de production :  États-Unis
- Langue : anglais
- Format : couleur (Technicolor) — 35 mm — 1,85:1 — son Dolby Stéréo
- Genre : horreur
- Durée : 103 minutes
- Dates de sortie : 
  - États-Unis : 21 avril 1989
  - France : 17 janvier 1990
- Classification : 
  - États-Unis Classification MPAA : R (Restricted) (certificat #29573)
  - France Classification CNC[4] : interdit aux moins de 12 ans (visa d'exploitation no 70982 délivré le 31 octobre 1989)

## Distribution
- Dale Midkiff (VF : Nicolas Marié) : Louis Creed
- Denise Crosby (VF : Josiane Pinson) : Rachel Creed
- Fred Gwynne (VF : Jacques Dacqmine): Jud Crandall
- Miko Hughes (VF : Benoit Coubet Guichet) : Gage Creed
- Brad Greenquist (VF : Serge Blumenthal) : Victor Pascow
- Blaze Berdahl (VF : Sylvie Jacob) : Ellie Creed
- Michael Lombard (en) (VF : Jean-Claude Balard) : Irwin Goldman
- Susan Blommaert (VF : Monique Martial) : Missy Dandridge
- Mary Louise Wilson : Dory Goldman
- Stephen King : le prêtre

Source et légende : Version Française (VF) sur AlloDoublage, Blu-ray Zone 2 et Carton de doublage T.V.

## Production

### Genèse et développement

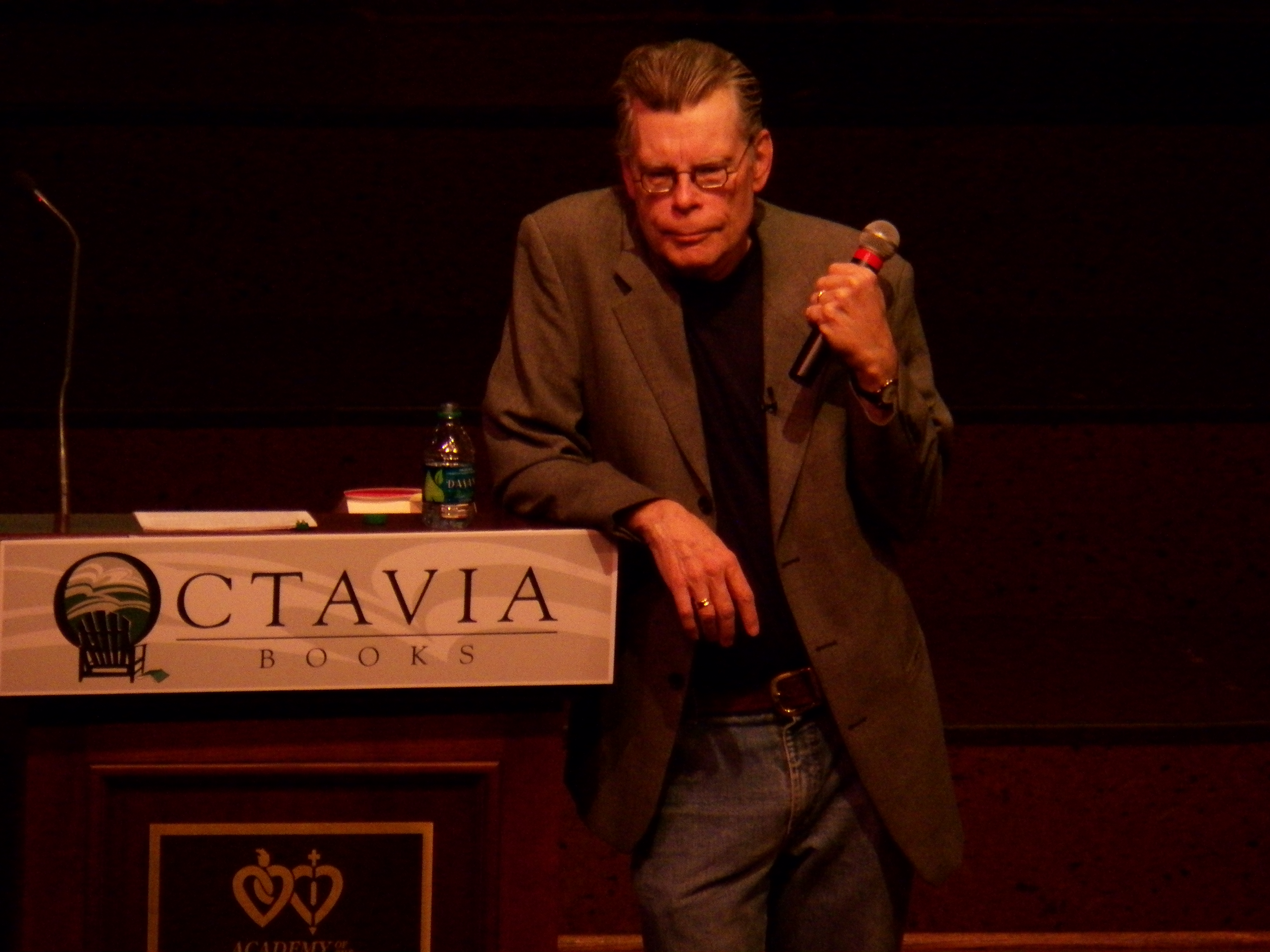
Stephen King, ici en 2011, signe lui-même l'adaptation de son roman, publié en 1983.

En 1978, Stephen King a accepté d'enseigner pendant un an à l'Université du Maine et s'est installé à Orrington. C'est là que le chat de la famille, Smucky, s'est fait écraser sur la route toute proche et il a été enterré dans un cimetière pour animaux créé par des enfants. King s'est ensuite demandé ce qui se passerait si Smucky revenait à la vie puis a développé cette idée en l'adaptant avec un enfant. Après avoir écrit le premier jet du roman, King l'a jugé trop sinistre et a décidé de ne pas le faire publier. Mais il devait encore un livre à Doubleday, son ancien éditeur, et le roman a donc fini par être édité. Le roman est resté 32 semaines, dont treize semaines à la première place, sur la New York Times Best Seller list, y apparaissant le 6 novembre 1983. Le Publishers Weekly le classe à la troisième place des meilleures ventes de romans aux États-Unis en 1983. Simetierre a été nommé au prix Locus du meilleur roman de fantasy en 1984, terminant à la septième place, ainsi qu'au prix World Fantasy du meilleur roman.
Les droits de l'adaptation cinématographique du film ont été vendus à George A. Romero en 1984 pour 10 000 $, après que Stephen King a précédemment refusé plusieurs autres offres d'adaptation cinématographique. En raison de retards causés par les réticences des producteurs devant la noirceur du scénario écrit par Stephen King, Romero a finalement dû se retirer de la production, car il était occupé par le tournage de son film Incidents de parcours. La chargée du développement, Lindsay Doran, adorait le scénario terminé et plaidait pour sa création à Embassy Pictures, puis à Paramount Pictures, après être devenue vice-présidente de la production en 1985. On lui avait dit à chaque fois qu'il n'y avait plus de demande pour les films de Stephen King après les nombreuses adaptations de ses romans publiés au début des années 80. C'était seulement pendant la grève de la Writers Guild of America de 1988 que Paramount reconsidère le projet, car le studio risquait de manquer de nouvelles productions pour 1989. Le script de Stephen King pour Simetierre était terminé et prêt à l'emploi. Doran a donc reçu le feu vert pour obtenir les droits de Paramount et démarrer la production.  King, qui avait le dernier mot sur le choix d'un réalisateur, a rencontré le premier choix du studio, Mary Lambert, qui n'avait signé qu'un seul long-métrage, Siesta, et qui était connue comme réalisatrice de vidéoclips notamment pour Madonna. Elle l'a impressionné par son enthousiasme pour ses livres et son engagement à rester fidèle à son roman, qui l'a assurée à obtenir le poste. À l'origine, Bruce Campbell était initialement pressenti pour incarner Louis Creed, mais Dale Midkiff le remplaça.

### Tournage
Comme stipulé par King lors de la vente des droits, Simetierre / Cimetière Vivant a été tourné dans le Maine où l'histoire a été racontée et King lui-même a écrit le scénario,. La production a été basée à Ellsworth et les auditions ont eu lieu à The Grand, centre des arts de la scène à but non lucratif de la ville, où plusieurs centaines d'habitants ont été auditionnés pour être des figurants ou de petits rôles parlés. King lui-même était très impliqué dans le processus de tournage, consultant fréquemment Lambert sur ses idées concernant l'histoire et les écarts par rapport au scénario qu'elle souhaitait faire. De plus, l'auteur, présent sur le tournage, vivait à vingt minutes du lieu du tournage.

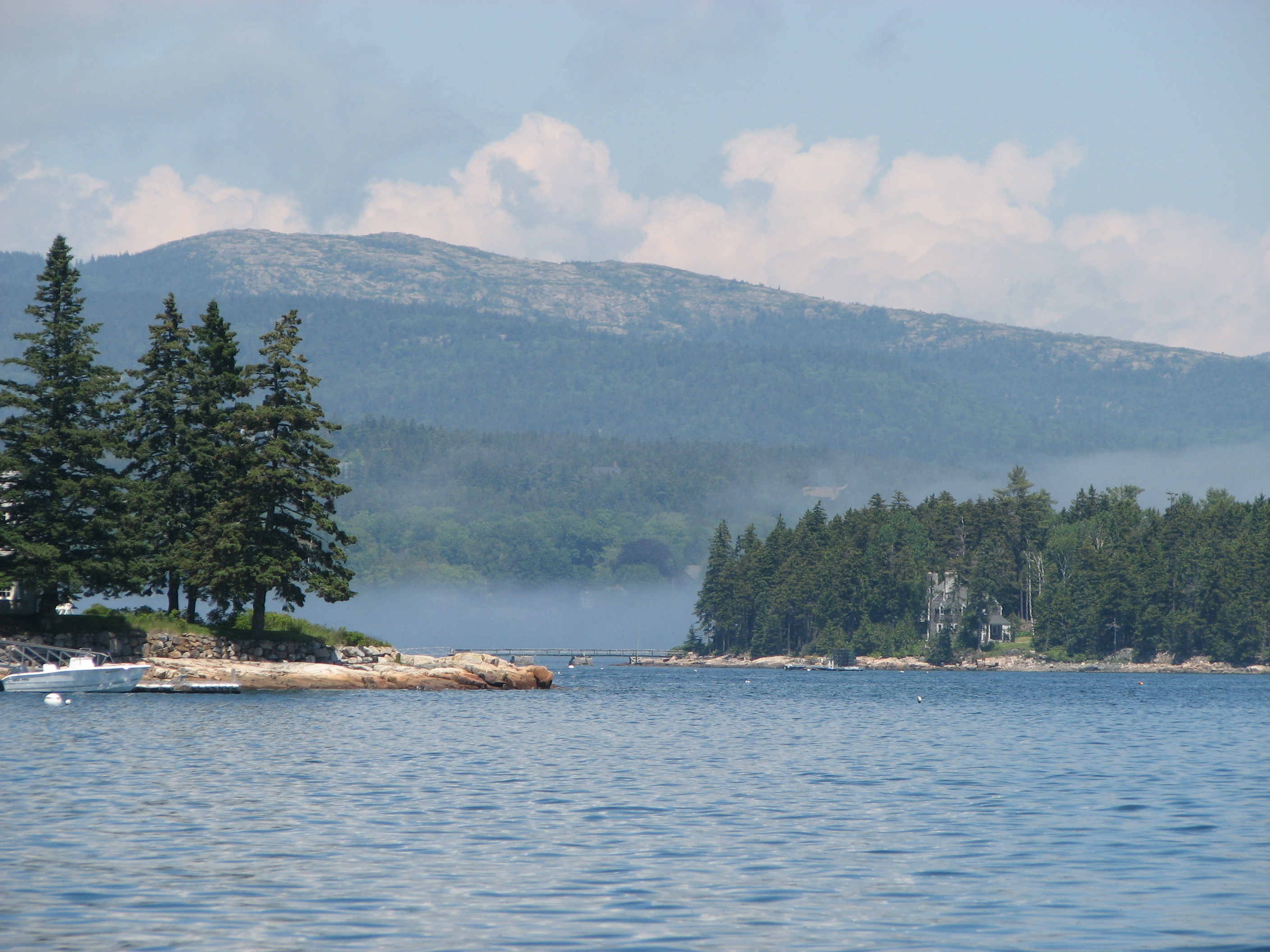
Vue de l'île des Monts Déserts, dans le Maine, qui servit de lieu de tournage pour la scène du cimetière micmac.

La maison utilisée pour celle des Creed est une résidence privée située près de Hancock, tandis que celle de Jud, de l'autre côté de la rue, était en réalité une façade construite autour d'une maison existante et isolée avec un matériau ignifuge afin que la maquette puisse être brûlée autour de celle-ci. Les intérieurs de la maison des Creed ont été recréés sur une scène sonore à Ellsworth, tandis que ceux de la maison de Jud ont été construits à l'intérieur de Bangor Arsenal. L'approche du cimetière micmac a été filmée dans une carrière de granit abandonnée sur le Île des Monts Déserts, dans le parc national d'Acadia, tandis qu'une colline proche de Sedgwick était le site du sol micmac lui-même. D'autres lieux comprennent une forêt près d'Ellsworth pour le cimetière d'animaux domestiques, le cimetière de Mount Hope à Bangor pour les scènes de cimetière, et l'hôtel de ville d'Ellsworth, qui représente l'hôpital de l'université du Maine,,,.
À l’origine, les cadres de Paramount souhaitaient que deux jumeaux jouent le rôle de Gage, à l’instar de ceux choisis pour interpréter Ellie, ce qui était l’option la plus économique. Cependant, Lambert était très impressionnée par Miko Hughes, âgée de trois ans, qu'elle considérait être un talent naturel malgré son jeune âge. Elle a donc fait pression sur le studio pour qu'elle accepte son choix. Elle a également fait face à la résistance des cadres sur son choix de faire appel à Fred Gwynne, qui, selon le studio, ne serait pas pris au sérieux par le public, à cause de sa renommée en tant que Herman Munster. Après avoir auditionné les filles pour le rôle de Zelda, Lambert a changé de direction et a fini par confier le rôle à Andrew Hubatsek, car elle avait l'impression qu'un homme adulte jouant le rôle d'une adolescente déformée par une méningite à la colonne vertébrale rendait le personnage plus effrayant.
Par son travail dans l'industrie de la musique, Lambert était amie avec les Ramones, qui étaient l'un des groupes préférés de King. Elle les a approchés pour enregistrer une chanson pour le film et ils ont accepté d'écrire et d'interpréter Pet Sematary, qui figure dans le générique de fin.
Le montage original du film livré aux dirigeants de Paramount a été jugé trop long, il a donc fallu supprimer les images en excès. La scène de fin originale était plus ambiguë: elle ne montrait que Rachel morte vivante entrant dans la cuisine où Louis joue au solitaire, laissant son sort incertain. Bien que Lambert ait appelé cela la fin « plus effrayante, triste ... tragique », parce que le public sait que « ça ne va pas être ce qu'il veut. Elle ne reviendra pas comme sa femme », le studio a décidé que c'était trop apprivoisé et à leur demande, il a été re-tourné pour être plus graphique. L’apparence de Rachel a été rendue beaucoup plus macabre avec des effets prothétiques spéciaux, et elle tue Louis à la fin, comme le mentionnent ses cris lorsque le film est noir.

## Sortie et accueil

### Box-office
Simetierre sort aux États-Unis dans 1 585 salles le 21 avril 1989 et prend facilement la première place du box-office lors de son premier week-end d'exploitation avec 12 046 179 $, soit une moyenne de 7 600 $ par salles. Après trois semaines en tête du box-office, où il a totalisé 34 903 794 $ depuis sa sortie, le long-métrage chute à la quatrième place la semaine suivante. En fin d'exploitation, Simetierre engrange 57 469 467 $ de recettes sur le territoire américain, ce qui est un succès commercial au vu de son budget de production (11,5 millions $). Selon le Los Angeles Times,  le film « a défié les critiques et s'est ouvert au niveau des superproductions ». À l'international, le film totalise 32 millions $, portant le total à 89,5 millions $ de recettes mondiales.
| Week-end | Week-end            | Rang | Recettes     | Salles | Recettes cumulées depuis sa sortie | no 1 du box-office hebdo.             |
| -------- | ------------------- | ---- | ------------ | ------ | ---------------------------------- | ------------------------------------- |
| 1        | 21 au 23 avril 1989 | 1    | 12 046 179 $ | 1 585  | 12 046 179 $                       | Simetierre                            |
| 2        | 28 au 30 avril 1989 | 1    | 8 380 098 $  | 1 585  | 24 424 407 $                       | Simetierre                            |
| 3        | 5 au 7 mai 1989     | 1    | 6 338 594 $  | 1 585  | 33 235 322 $                       | Simetierre                            |
| 4        | 12 au 14 mai 1989   | 4    | 3 969 591 $  | 1 585  | 38 873 385 $                       | Pas nous, pas nous                    |
| 5        | 19 au 21 mai 1989   | 5    | 2 601 910 $  | 1 585  | 42 684 762 $                       | Pas nous, pas nous                    |
| 6        | 26 au 29 mai 1989   | 7    | 2 552 076 $  | 1 489  | 46 089 818 $                       | Indiana Jones et la Dernière Croisade |
| 7        | 2 au 4 juin 1989    | 9    | 1 710 585 $  | 1 248  | 48 403 050 $                       | Indiana Jones et la Dernière Croisade |
| 8        | 9 au 11 juin 1989   | 9    | 1 546 552 $  | 1 097  | 50 779 106 $                       | Star Trek 5                           |
| 9        | 16 au 18 juin 1989  | 9    | 1 260 000 $  | 923    | 52 795 778 $                       | SOS Fantômes 2                        |
| 10       | 23 au 25 juin 1989  | 11   | 650 718 $    | 768    | 54 075 917 $                       | Batman                                |

Sorti en Allemagne de l'Ouest le 9 novembre 1989, Simetierre est un succès auprès du public, puisqu'il cumule 1 702 056 entrées en fin d'exploitation.
En France, le film sort après avoir remporté le Prix du public lors du 18e festival international du film d'Avoriaz en janvier 1990. Il ne parvient qu'à réunir 377 594 entrées en fin d'exploitation, dont 83 012 entrées à Paris.
| Semaine | Semaine                      | Rang | Entrées | Cumul   | no 1 du box-office hebdo.       |
| ------- | ---------------------------- | ---- | ------- | ------- | ------------------------------- |
| 1       | 17 au 23 janvier 1990        | 5    | 88 899  | 88 948  | Le Cercle des poètes disparus   |
| 2       | 24 au 30 janvier 1990        | 7    | 68 167  | 157 115 | Le Cercle des poètes disparus   |
| 3       | 31 janvier au 6 février 1990 | 9    | 47 818  | 204 933 | Le Cercle des poètes disparus   |
| 4       | 7 au 13 février 1990         | 14   | 35 725  | 240 658 | Ripoux contre ripoux            |
| 5       | 14 au 20 février 1990        | 16   | 31 338  | 271 996 | Chérie, j'ai rétréci les gosses |
| 6       | 21 au 27 février 1990        | 22   | 14 250  | 286 246 | Chérie, j'ai rétréci les gosses |
| 7       | 28 février au 6 mars 1990    | 24   | 9 910   | 296 156 | Le Cercle des poètes disparus   |
| 8       | 7 au 13 mars 1990            | 29   | 7 947   | 304 103 | Le Cercle des poètes disparus   |
| 9       | 14 au 20 mars 1990           | 25   | 8 425   | 312 528 | Le Cercle des poètes disparus   |
| 10      | 21 au 27 mars 1990           | 21   | 8 887   | 321 415 | Le Cercle des poètes disparus   |

### Réception critique
Le long-métrage reçoit un accueil critique assez mitigé, recueillant sur le site agrégateur de critiques Rotten Tomatoes un taux d'approbation de 58 %, sur la base de 40 critiques et une moyenne de 5,8/10. Dans son consensus, le site note que « Simetierre est un film d'horreur meurtrier qui porte ses bizarreries sur ses manches, au détriment de son facteur de peur ». Sur le site Metacritic, il n'obtient qu'un score de 38/100, sur la base de 12 critiques et la mention « critiques généralement défavorables ».
Variety note que le résultat est « un film de mort-vivants de pacotille émousse par une mentalité de film de slasher ». Vincent Canby du New York Times a écrit que le film « a effectivement des moments macabres » mais « échoue surtout parce qu'il ne fait pas confiance au public pour faire le travail ». Gene Siskel du Chicago Tribune a attribué au film zéro étoile sur quatre et l'a trouvé « écœurant ». Kevin Thomas du Los Angeles Times a écrit que « Lambert recherche des images fortes et succinctes et ne craint jamais le manque de crédibilité ou de motivation ». Richard Harrington du Washington Post l'a trouvé « fade, cliché, bon marché ». Harrington a critiqué les actions de Gage comme étant dérangeantes et le point culminant comme « un vilain profit pour une installation inepte ». Philip Strick, du The Monthly Film Bulletin, a écrit que « les querelles de famille et les loyautés qui confèrent une certaine cohérence au roman et justifient sa ligne de mire ... sont tout simplement pillées pour leur effet de choc en route vers la saignée finale. Emaciée, ensuite. Plutôt que renforcé par son adaptation, Pet Semetary en tant que film est néanmoins remarquablement bien raconté ». Bloody Disgusting l'a noté 4,5 / 5 étoiles et a écrit que « l'intrigue pourrait à elle seule faire un film effrayant, mais en injectant une excellente atmosphère, des acteurs capables et généralement cauchemardesques, Simetierre est un film d'horreur vraiment efficace et vaut bien le prix de l'admission ». Au Dread Central, Steve Barton l'a noté 4 étoiles sur  4 et l'a qualifié de l'une des meilleures adaptations de King ; Jason Jenkins l'a noté 3,5 étoiles sur 5 et l'appelle comme « l'une des meilleures adaptations du romancier de l'époque ».
Le film est globalement bien reçu par le public, puisqu'il obtient une note de 6,5/10 sur le site IMDb.

### Version 4K
Le film sort en Blu-ray 4K en 2019. À cette occasion, il subit quelques petites retouches :
- Les effets de transparence lors des apparition du fantôme de Victor Pascow ont été améliorés.
- Lorsque Louis et Jud se rendent au cimetière indien pour enterrer Church, la colorimétrie a été modifiée pour donner l'illusion que la scène se déroule peu avant le coucher du Soleil et non plus en plein jour (elle se déroule de nuit dans le roman).
- Le scintillement des yeux de Church après sa résurrection a été accentué et ajouté sur certains plans dans lesquels il était absent auparavant.
- Après la pendaison de Missy Dandridge, un bref plan du cimetière indien a été modifié : le panoramique présent à l'origine est remplacé par un plan fixe et les personnages de Jud et Louis visibles en arrière-plan ont été effacés.
- Lorsque Rachel se souvient de la mort de sa sœur, le flou de l'image a été fortement atténué.
- Les effets de lumière visibles lors des scènes de nuit dans le cimetière des animaux sont passés du bleu au blanc.

## Distinctions
Sauf indication contraire, les informations mentionnées dans cette section peuvent être confirmées par la base de données cinématographiques IMDb,  présente dans la section « Liens externes ».

### Récompenses
- Festival international du film fantastique d'Avoriaz 1990 : Prix du public

### Nominations
- Fantasporto 1990 : meilleur film
- Young Artist Awards 1990 :  meilleure jeune actrice pour Blaze Berdhal, meilleur jeune acteur de moins de neuf ans pour Miko Hughes
- Razzie Awards 1990 : Pire chanson originale pour Pet Sematary des Ramones
- Saturn Awards 1991 : Meilleur film d'horreur